# GasNet
GasNet je český distributor plynu. Společnost vlastní a provozuje největší plynárenskou distribuční síť v České republice. Zajišťuje 80 % distribuce plynu a spravuje plynovody ve všech regionech České republiky mimo Prahu a Jihočeský kraj. Celkově se jedná o 65 000 kilometrů plynovodů a distribučně Gasnet obsluhuje 2,3 milionu odběrných míst. Po oddělení od skupiny innogy v roce 2020 se společnost stala prvním[zdroj?] samostatným distributorem energie v České republice. Jako distributor GasNet neprodává zemní plyn. Společnost pouze zajišťuje jeho dopravu do místa jeho konečné spotřeby. Vzhledem k tomu, že se na daném distribučním území nachází vždy pouze jeden distributor a nepanuje zde konkurenční prostředí, je obchodní činnost GasNetu regulována ze strany státu prostřednictvím Energetického regulačního úřadu (ERÚ).

## O skupině GasNet
Skupinu GasNet tvoří formálně dvě společnosti – GasNet s.r.o. a GasNet Služby s.r.o. Zatímco GasNet vlastní a provozuje distribuční síť plynovodů, GasNet Služby funguje jako servisní společnost, která se stará o údržbu sítě a její každodenní chod.

## Vlastnická struktura
Společnosti GasNet a GasNet Služby jsou ve stoprocentním vlastnictví konsorcia investorů vedeného skupinou ČEZ, jehož součástí je British Columbia Investment Management Corporation (BCI) a Allianz Capital Partners, zastupující pojišťovnu Allianz Group.
V roce 2019 Evropská komise schválila, že společnost E.ON v rámci komplexní výměny aktiv se společností RWE převezme distribuci skupiny innogy, jakož i některá další aktiva. Kvůli pravidlům hospodářské soutěže nemohla být společnost innogy Česká republika zahrnuta do této transakce. Akcie společnosti innogy Grid Holding byly nabídnuty konsorciu investorů vedenému společností Macquarie Infrastructure and Real Assets (MIRA), které se rozhodlo využít svého předkupního práva a navýšit svůj podíl ve společnosti ze 49,96 % na 100 %
V říjnu 2019 se skupina GasNet stala nezávislou na skupině innogy a konsorcium vedené společností MIRA se tak stalo jediným vlastníkem společnosti Czech Grid Holding, mateřské společnosti GasNet a GasNet Služby.
V září 2023 dokončila akvizici GasNetu skupina ČEZ, ktera odkoupila od společnosti Macquarie Asset Management (dříve MIRA) 55,21% podíl a stala se tak většinovým vlastníkem společnosti Czech Grid Holding.

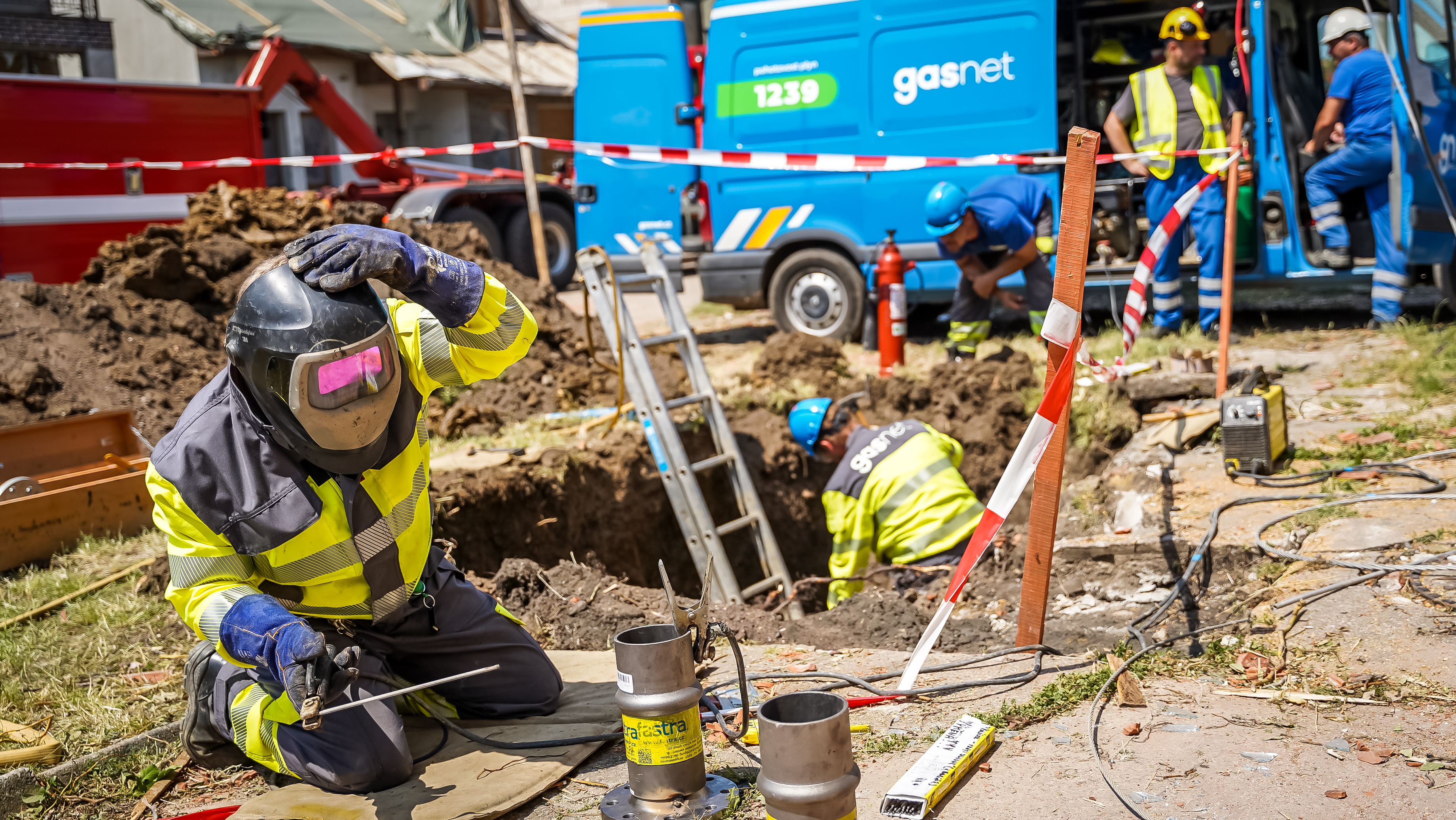
Technici GasNetu opravují plynárenská zařízení poničená tornádem na Moravě (2021).